# Van Canto
Van Canto (även skrivet van Canto) är ett tyskt a cappella-metal-band från Bingen, Rheinland-Pfalz, som grundades 2006 och består av sex sångare och en trummis. Även om de ofta betecknas som en a cappella-ensemble använder de riktiga trummor i sin musik, i stället för beatboxing.
Gruppen blandar a cappella-sång med heavy metal, power metal, symfonisk metal och skapar så vad de själva kallar "a cappella-hjältemetal". Endast tre av de sex sångarna sjunger i vanlig mening, de övriga använder i stället sina röster för att imitera gitarr och bas. För att försöka efterlikna de ursprungliga instrumenten använder man sig av förstärkare.
Van Canto har släppt åtta studioalbum varav det senaste, To the Power of Eight, gavs ut 2021.

## Medlemmar
Nuvarande medlemmar
- Ingo Sterzinger – djup dan-dansång (2006–2015, 2017– )
- Ross Thompson – hög rakkatakkasång (2006– )
- Inga Scharf – sång (2006– )
- Stefan Schmidt – låg rakkatakkasång (2006– )
- Bastian Emig – trummor (2007– )
- Jan Moritz – basstämma (2015– )
- Hagen Hirschmann – sång (2017– )

Tidigare medlemmar
- Dennis Strillinger – trummor (2006–2007)
- Dennis "Sly" Schunke – sång (2006–2017)

## Diskografi
Studioalbum
- 2006 – A Storm to Come
- 2008 – Hero
- 2010 – Tribe of Force
- 2011 – Break the Silence
- 2014 – Dawn of the Brave
- 2016 – Voices of Fire
- 2018 – Trust in Rust
- 2021 – To the Power of Eight

Samlingsalbum
- 2011 – Metal A Capella